# Лёд III

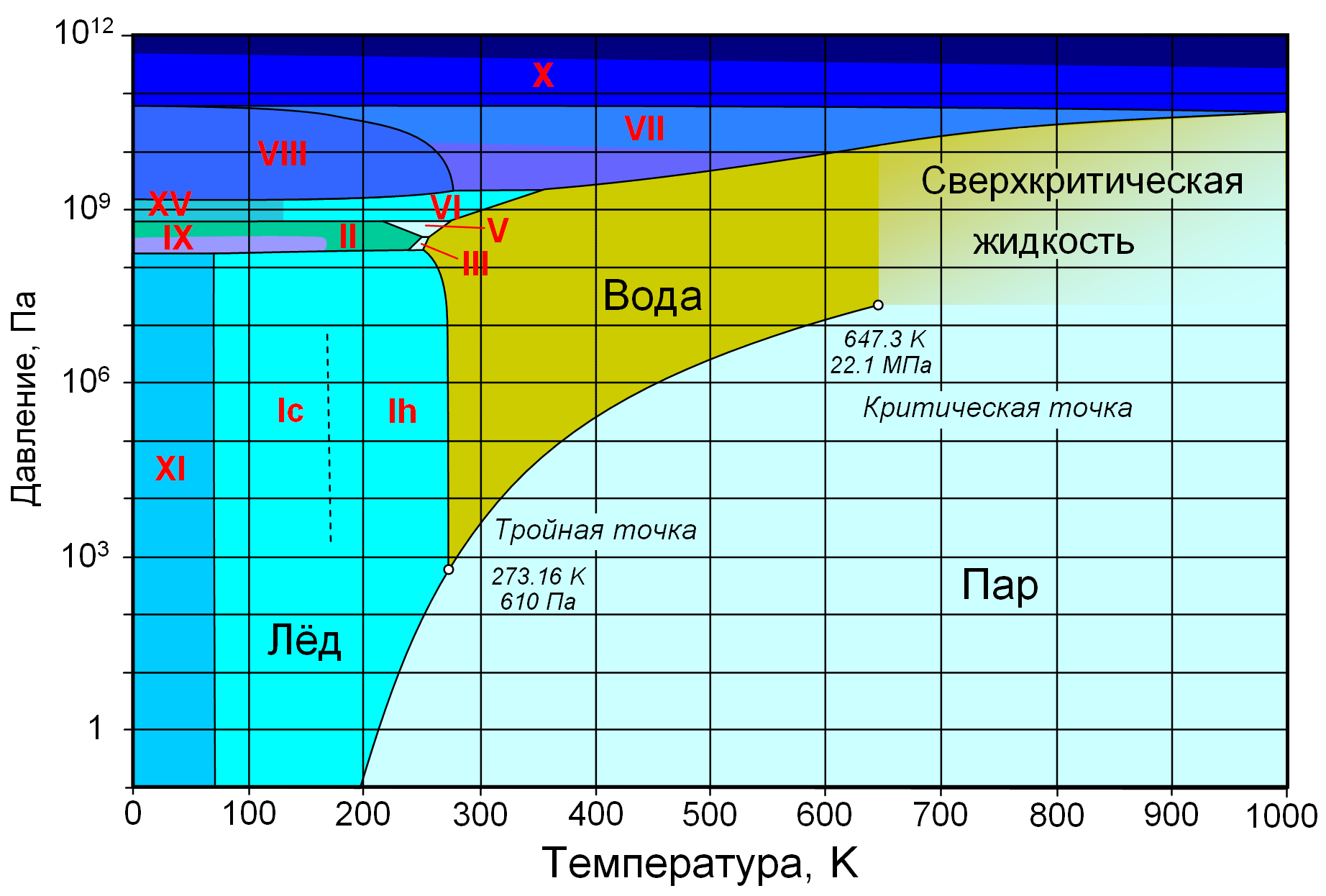
Фазовая диаграмма воды

Лёд III — тетрагональная кристаллическая разновидность водного льда. Можно получить при охлаждении воды до −23 °C (250 K) и давлении 300 МПа. Его плотность больше, чем у воды, но он наименее плотный из всех разновидностей льда в зоне высоких давлений (1,16 г/см³ при давлении 350 МПа). Плотность жидкой фазы при том же давлении около 1,12 г/см³.
При давлении 350 МПа плотность льда III составляет 1,16 г/см³. Статическая диэлектрическая проницаемость льда III равна 117.
Обычный водный лёд относится по номенклатуре Бриджмена ко льду Ih. В лабораторных условиях (при разных температурах и давлениях) были созданы разные модификации льда: от льда II до льда XIX.

## История открытия

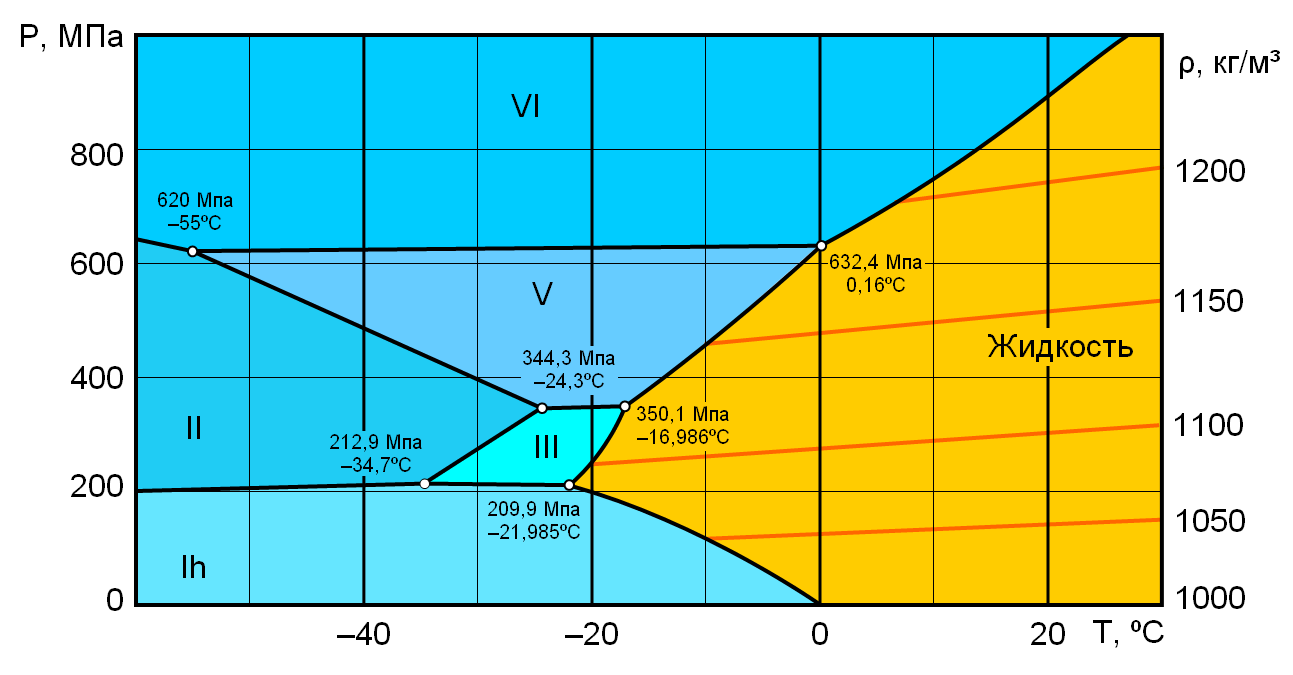
Лёд III на фазовой диаграмме воды

Впервые модификации льда высокого давления были обнаружены Бриджменом, который в 1912 году построил фазовую диаграмму воды. Исследуя воду при различных температурах и давлениях, он кроме обычного льда выявил ещё 6 его структурных модификаций, которые обозначил как лёд II — лёд VII.
Вплоть до 1960-х годов кристаллическая структура модификаций льда не была ясна. В 1960 году Б. Кэмб (Barclay Camb) и Датта (Datta) при помощи рентгеноструктурного анализа выявили у льда III тетрагональную симметрию, схожую кристаллической структурой у окисью кремния SiO2.

## Получение
Лёд III — наиболее просто получаемый и доступный для исследований лёд высокого давления. Может быть получен из обыкновенного льда при температуре −22 °C (температура тройной точки лёд Ih — лёд III — вода) путём повышения давления до 210 МПа.
Возможно также получение льда III из воды при давлении 210—350 МПа при медленном (около 0,5 °C/мин) охлаждении её до температуры ниже тройной точки (−22 °C).
Для проведения исследований лёд III после выдержки в течение получаса при −40 °C быстро охлаждают жидким азотом до температуры ниже −175 °C. При этой температуре лёд III метастабилен, он сохраняет свою структуру при снижении давления до атмосферного, хотя на фазовой диаграмме эти давления и температуры соответствуют льду II (выше 200 МПа) и обычному льду (ниже 200 МПа).
Лёд III неустойчив к воздействию рентгеновских лучей и быстро разрушается при высокой интенсивности облучения, что создаёт трудности для рентгеноструктурного анализа.

## Физические свойства

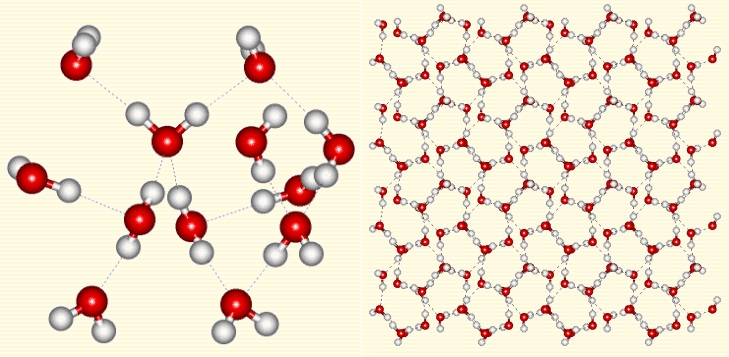
Структура льда III

### Кристаллическая структура
Лёд III имеет тетрагональную кристаллическую решётку (P41212).
При атмосферном давлении и температуре −175 °C параметры решётки составляют
a = 6,73 ± 0,01 Å и c = 6,83 ± 0,01 Å, средняя длина водородных связей 2,775 Å.
В отличие от правильной тетрагональной решётки, лёд III имеет нарушенную кристаллическую структуру. В среднем каждая молекула имеет 3,2 связанных водородными связями соседей вместо 4, однако имеются ещё 2—3 не связанных водородными связями соседних молекул на расстоянии около 3,6 Å.

### Тройные точки фазовой диаграммы
В таблице приведены значения давления и температуры в тройных точках для обычной и тяжёлой воды.
| Фазы | Фазы | Фазы | H2O    | H2O     | D2O    | D2O   |
| Фазы | Фазы | Фазы | P, МПа | T, °C   | P, МПа | T, °C |
| ---- | ---- | ---- | ------ | ------- | ------ | ----- |
| III  | Ih   | Ж    | 209,9  | −21,985 | 202    | −18,8 |
| III  | Ih   | II   | 212,9  | −34,7   | 225    | −31,0 |
| III  | II   | V    | 344,3  | −24,3   | 347    | −21,5 |
| III  | V    | Ж    | 350,1  | −16,986 | 348    | −14,5 |

### Температура плавления
В работе приводятся математические модели зависимости температуры плавления различных модификаций льда от давления. Плавление льда III происходит в диапазоне температур 251,165 К (−21,985 °C) — 256,164 K (−16,986 °C) при этом измеренные значения давления с ошибкой ±3 % меняется от 209,9 до 350,1 МПа. С целью согласования между собой моделей плавления льда Ih и льда III, для тройной точки III—Ih—Жидкость принято давление 258,566 МПа (отклонение от экспериментального значения 0,64 %). При этом допущении зависимость давления от температуры на линии плавления выражается следующей формулой:
{\displaystyle P=146+62,56\left({\frac {T}{251,165}}\right)^{60}.}
В оригинальной статье формула приводится в виде
{\displaystyle \ \pi =1-0,299948(1-\theta ^{60}),}
где
{\displaystyle \ \pi ={\frac {P}{208,566}};}
{\displaystyle \ \theta ={\frac {T}{251,165}}.}
Для экспериментального значения в тройной точке (P = 209,9 МПа), формула принимает вид
{\displaystyle P=147,93+61,97\left({\frac {T}{251,165}}\right)^{60}.}
Из последней формулы получаем следующую зависимость температуры плавления от давления:
{\displaystyle T=251,165\left({\frac {P-147,93}{61,97}}\right)^{\frac {1}{60}},}
где 209,9 < P < 350,1 МПа.
Во всех формулах температура измеряется в К, давление — в МПа.